# Leiolopisma mauritiana
Espèce
Synonymes
- Didosaurus mauritianus Günther, 1877

Statut de conservation UICN

 EX  : Éteint
Leiolopisma mauritiana est une espèce éteinte de sauriens de la famille des Scincidae.

## Répartition
Cette espèce était endémique de l'île Maurice.

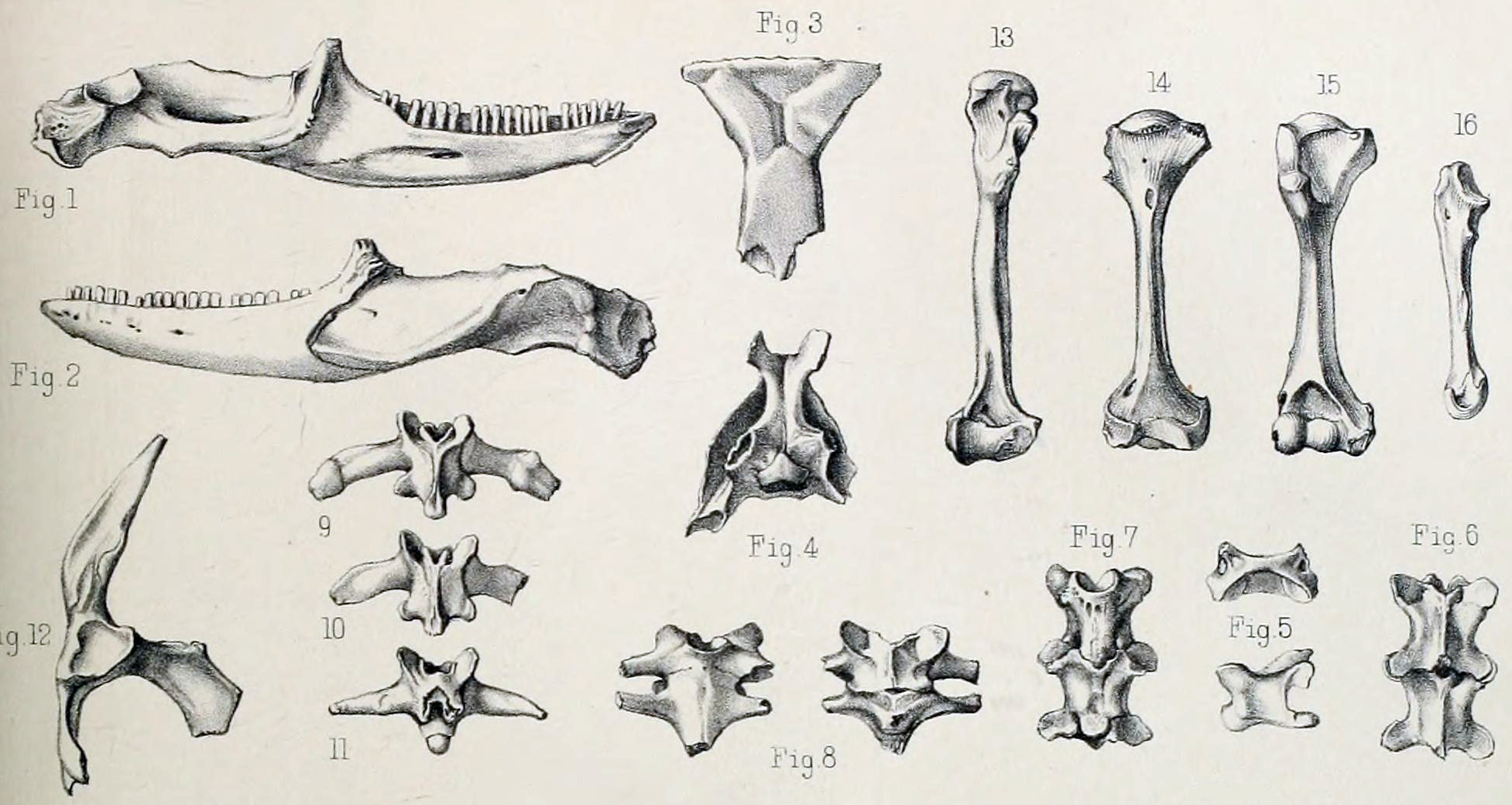
Fossiles de l'espèce.

## Étymologie
Cette espèce est nommée en référence au lieu de sa découverte : l'île Maurice.

## Publication originale
- Günther, 1877 : Notice of two extinct lizards, formerly inhabiting the Mascarene Islands. Journal of the Linnean Society, Zoology, vol. 13, p. 322-327 (texte intégral).